# Diádocos

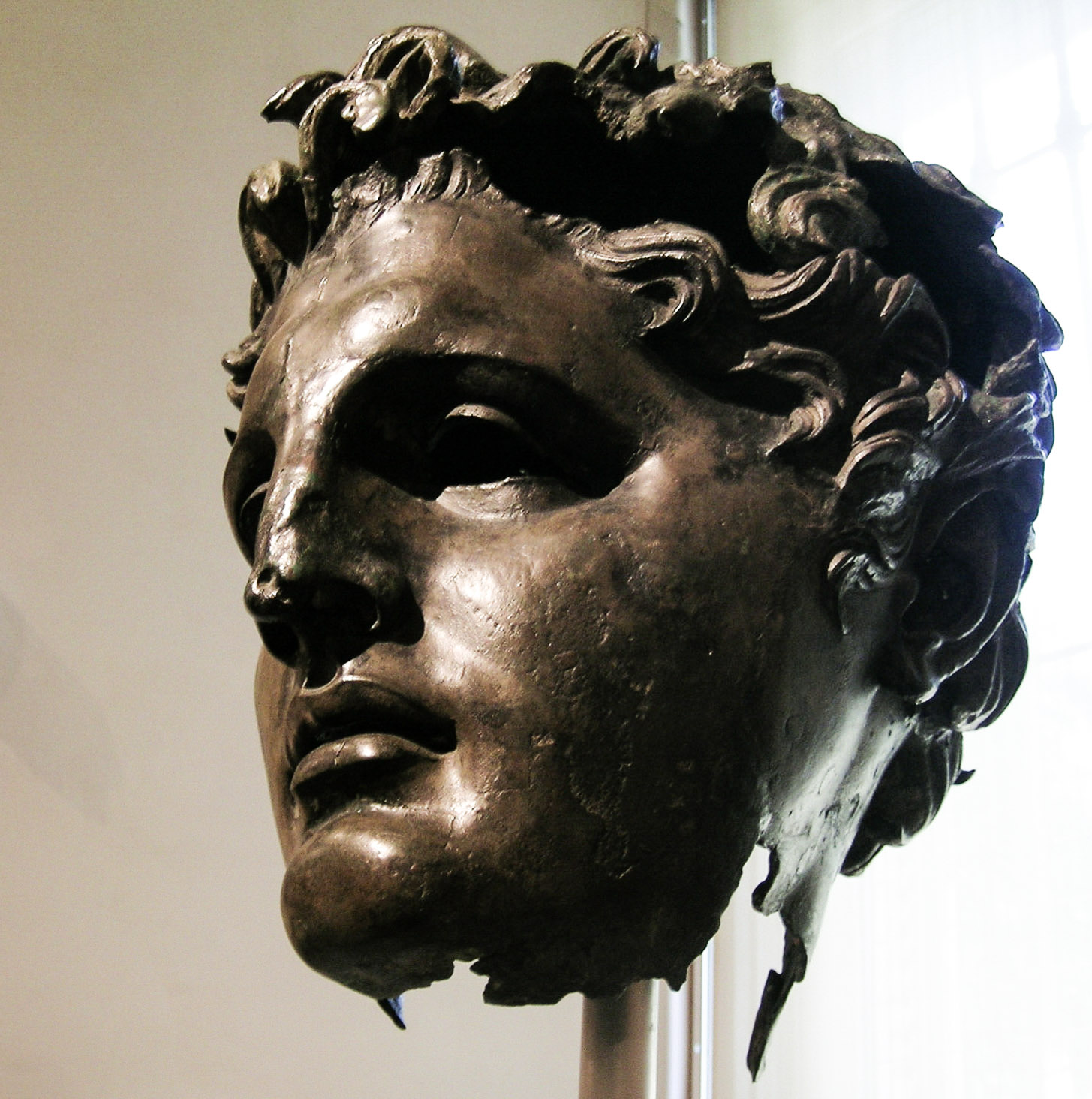
Cabeza de Demetrio Poliorcetes. Bronce. 300-280 a. C. Museo del Prado, Madrid.

Se llama diádocos (del griego antiguo διάδοχοι, ‘sucesores’, de διά diá, ‘por’ y δέχομαι dékhomai, ‘recibir’) a los antiguos generales de Alejandro Magno y los hijos de los generales (llamados epígonos, ἐπίγονοι) que a su inesperada muerte en el año 323 a. C., se repartieron su imperio, disputándose el poder y la hegemonía sobre sus colegas con diversos pactos y seis guerras que duraron veinte años. A continuación se estableció un sistema político que duró hasta el inicio del Imperio romano en el Mediterráneo oriental a principios del siglo II a. C. proporcionó el marco del desarrollo cultural helenístico. 
En los tiempos modernos, desde 1832 hasta 1974, el término «diádocos» también ha designado el heredero al trono de Grecia, que también ostentaba el título de duque de Esparta.
Los términos «diádoco» y «epígono» fueron acuñados por el historiador Johann Gustav Droysen, quien llamó a los generales que se disputaron el poder justo tras la muerte de Alejandro «diádocos», siendo los «epígonos» las siguientes generaciones de reyes helenísticos.
El término se ha transcrito como diadojoi y traducido como diádojos.

## Antecedentes históricos

### Cronología
- 323 a. C.: muere Alejandro en Babilonia;
- 323-322 a. C.: Guerra lamiaca;
- 322 a. C.: Pérdicas invade Capadocia, Eumenes se alía con él;
- 321 a. C.: Pacto de Triparadiso y reorganización de los demás diádocos;
- 317 a. C.: Poliperconte proclama la «libertad de los griegos», asesinato de Filipo III Arrideo;
- 310 a. C.: Alejandro IV es asesinado, por orden de Casandro, lo cual constituye el final de la antigua casa real de Macedonia;
- 306 a. C.: Antígono y su hijo Demetrio asumen el título de rey;
- 301 a. C.: Antígono muere en la batalla de Ipsos;
- 281 a. C.: Lisímaco muere en la batalla de Corupedio;
- 276 a. C.: fin de los diádocos.

### Decadencia del imperio de Alejandro
Alejandro Magno murió el 10 de junio del año 323 a. C. en Babilonia, después de entregar el anillo de sello a su amigo, el general Pérdicas, a quien, al parecer, habría señalado que entregaba su imperio al más fuerte entre sus generales. Todos los comandantes con experiencia tuvieron entonces que hacerse la pregunta de quién debía suceder a Alejandro.
Pérdicas y otros oficiales querían esperar a ver si Roxana, la embarazada esposa de Alejandro, traía un hijo al mundo. Pérdicas quería asegurar a este el legado de su padre, que en realidad adquiriría él mismo. Encontró apoyo a este proyecto en el ejército de caballería, donde la nobleza tenía el mayor peso. Hubo resistencia entre la infantería de la falange. La asamblea del ejército macedonio pidió coronar al hermanastro disminuido psíquico de Alejandro, Filipo Arrideo. Poco después Roxana dio a luz un hijo, Alejandro Aego, que también fue proclamado rey bajo la presión de Pérdicas y los principales comandantes y con el consentimiento de Filipo III.

El imperio que Alejandro legó a sus sucesores, con el curso que este había hecho.

En nombre de Alejandro Aego empezó Pérdicas a repartir de nuevo las satrapías, aunque como jefe militar de Alejandro estaba ansioso de alejarse de la capital de Babilonia. Antípatro, que había ganado influencia sobre Pérdicas, mantuvo el puesto de general (strategos) de Europa y por tanto controlaba Macedonia y Grecia. Crátero, nominalmente superior de Antípatro, fue ignorado al principio, pero luego se lo nombró «representante» de los dos reyes. Ptolomeo recibió Egipto, Tracia fue para Lisímaco y Eumenes se quedó con Capadocia y Licia. Antígono recibió igualmente Panfilia y Pisidia. Seleuco pasó a ser comandante de la caballería de élite, los hetairoi.
El imperio de Alejandro estaba todavía lejos de romperse, permaneciendo formalmente como una unidad. La mayoría de los jefes militares deberían haber tenido claro que su compensación no duraría mucho tiempo, pero tuvieron que detener los primeros disturbios, que estallaron tras la muerte de Alejandro en su antigua esfera de influencia: reprimieron una rebelión de soldados griegos en Bactria, así como la rebelión de Atenas en Grecia. La derrota de Atenas también dejó claro que la era de las polis por fin había terminado. El futuro pertenecía a los reinos de los diádocos y a la confederación de estados griegos.
Poco después del reparto de satrapías, los antes laboriosamente reprimidos conflictos se hicieron cotidianos. Pérdicas se enfrentó a una coalición de Antípatro, Crátero, Antígono y Ptolomeo, que no querían resignarse a su supremacía. En particular Ptolomeo probablemente ya especuló sobre una escisión de su territorio del reino en el 321 a. C. cuando Pérdicas atacó Egipto con el apoyo de Eumenes, donde fue derrotado en el paso del Nilo y luego asesinado por sus propios comandantes, incluido Seleuco. Este recibió tras el Pacto de Triparadiso la satrapía de Babilonia de Antípatro, a quien se designó tutor del joven rey Alejandro IV. Antígono fue nombrado jefe militar en Asia y se le encomendó el asesinato de Eumenes por la derrota y muerte de Crátero.
Antípatro ignoró las normas de sucesión con su hijo Casandro en favor de su general Poliperconte. Por esto Casandro se sumó a la alianza de Antígono, Ptolomeo y Lisímaco. Las subsiguientes batallas, en cuyo desarrollo cooperaron los dos generales «monárquicos» Poliperconte y Eumenes, se prolongaron años. La primera parte de estas muy variables batallas terminó en el 316 a. C., con la mayor parte de la familia real macedonia desaparecida. Casandro conquistó Macedonia en el 310 a. C. y también mató a Alejandro IV.
Mientras tanto Poliperconte había aparecido en Grecia como un presunto libertador de las polis, pero pronto perdió el poder. Murió en fecha desconocida, tras el tratado de paz entre Antígono y los demás diádocos del año 311 a. C.
Ni siquiera Eumenes, uno de los últimos defensores de la unidad del imperio, pudo mantenerse. Fue traicionado por sus soldados y enviado a Antígono, que ordenó su ejecución poco después. El destino de Eumenes puso de relieve las nuevas condiciones: el prestigioso ejército macedonio se convirtió en federaciones de mercenarios que estaban unidos a sus respectivos comandantes solo por un juramento.
Antígono se esforzó entonces abiertamente por la autocracia. Aseguró su posición en Asia y atacó en el 315 a. C. a Seleuco, que huyó con Ptolomeo. En el 312 a. C., Ptolomeo derrotó a Demetrio, hijo de Antígono, en la batalla de Gaza. Seleuco volvió a Babilonia, donde aseguró en los años siguientes su centro de poder, y logró también el control de la zona oriental del imperio. Las siguientes batallas entre diádocos volvieron a extenderse sobre grandes regiones del fragmentado imperio de Alejandro, pero sin posibilidades reales de cambio. Con la excepción de Egipto, las fronteras de sus respectivas esferas de poder estuvieron en constante flujo y no se consolidaron hasta décadas más tarde. El poder de la dinastía Antigónida también creció tras la derrota de Gaza.

### Formación de los reinos de los diádocos

Los reinos de los diádocos y sus vecinos tras la batalla de Ipsos (301 a. C.), Seleuco (amarillo), Lisímaco (anaranjado), Casandro (verde) y Ptolomeo (violeta).

Demetrio, el hijo de Antígono, luchó para expulsar a los macedonios de Atenas, por la restauración de la democracia ática, para destruir la flota ptolemaica en Salamina y conseguir una posición fuerte y estable en Macedonia. En el 306 a. C. tomó para sí y para su padre el título de rey de Macedonia, como clara reclamación de liderazgo al teóricamente todavía existente imperio. Al año siguiente, los demás diádocos también adoptaron sus propios títulos de reyes. Así se inició un desarrollo que pronto se convertiría en una característica típica de la ideología de los gobernantes helenísticos: en diversas polis se prestaba culto a los monarcas demostrados, y algunos serían incluso considerados dioses más tarde.
Para aumentar su influencia, Demetrio renovó en nombre de su padre la Liga de Corinto en el 302 a. C. y asumió su liderazgo. Así enfrentó a los dos antigónidas una coalición compuesta por Casandro, Lisímaco y Seleuco, mientras Ptolomeo esperaba el desarrollo de los acontecimientos. Llegaron de nuevo las luchas, que desembocaron en la batalla de Ipsos en el año 301 a. C., en la que cayó Antígono. Con él se enterró también de hecho la idea de la unidad del imperio, porque ninguno de los demás gobernantes tenían el poder suficiente para reunificarlo.
Tras la batalla de Ipsos pareció que se había encontrado un statu quo, pero era una paz en perenne inestabilidad, que cesó en el 288 a. C. Demetrio volvió a intentar conseguir un poder comparable al obtenido por su padre. Lisímaco y Pirro de Epiro penetraron en Macedonia, obligando a huir a Demetrio, y se repartieron el reino, convirtiéndose pronto Lisímaco en el único gobernante aceptado. Demetrio murió más tarde cautivo de los seléucidas.
Formado así el imperio de Lisímaco (que también incluía una gran parte de Anatolia), emprendió la guerra contra Seleuco en el 281 a. C. Aunque este venció a Lisímaco en la batalla de Corupedio, poco después fue asesinado por Ptolomeo Cerauno, que aspiraba al trono macedonio. Finalmente Antígono II Gónatas, nieto de Antígono Monóftalmos, asumió el poder en Macedonia en el 276 a. C. Ambos acontecimientos marcan el final de la época de los diádocos.
Como resultado de los combates se habían formado tres estados sucesores, que subsistirían hasta la aparición de Roma en el siglo II a. C.: la Dinastía Ptolemaica en Egipto, el Imperio seléucida en Asia y la Dinastía Antigónida en Grecia.

## Principales diádocos
A continuación se enumeran los cuatro principales diádocos. Para una relación completa véase la lista de los diádocos.

### Antígono
Antígono (Ἀντίγονος) fue contemporáneo de Filipo II, el padre de Alejandro. Su base de poder estuvo primero en Anatolia, pero venció a Eumenes y pasó a gobernar la mayoría de la parte asiática del imperio de Alejandro. En los años siguientes Ptolomeo y Seleuco fueron sus principales oponentes. Con Ptolomeo luchó en Siria y por la supremacía naval del Mediterráneo oriental, y con Seleuco por Babilonia y las satrapías orientales. Antígono y su hijo Demetrio fueron coronados en el 306 a. C., ejemplo que siguieron los demás diádocos. Esto supuso la ruptura definitiva del reino de Alejandro, si bien se considera a Antígono el último defensor de la unidad del imperio.
El poder de Antígono fue tan grande que los demás diádocos temieron ser sometidos por él. Ptolomeo, Seleuco y Lisímaco se aliaron en su contra y le derrotaron en el 301 a. C. en la decisiva batalla de Ipsos, en la que también fue asesinado. A pesar de esta derrota Antígono fue el fundador de la última dinastía de reyes macedonios, la Dinastía Antigónida. Su hijo Demetrio siguió intentado en vano lograr el control del centro de Macedonia, y su nieto Antígono II Gónatas logró finalmente asegurar para sí y sus sucesores el trono macedonio.

### Ptolomeo

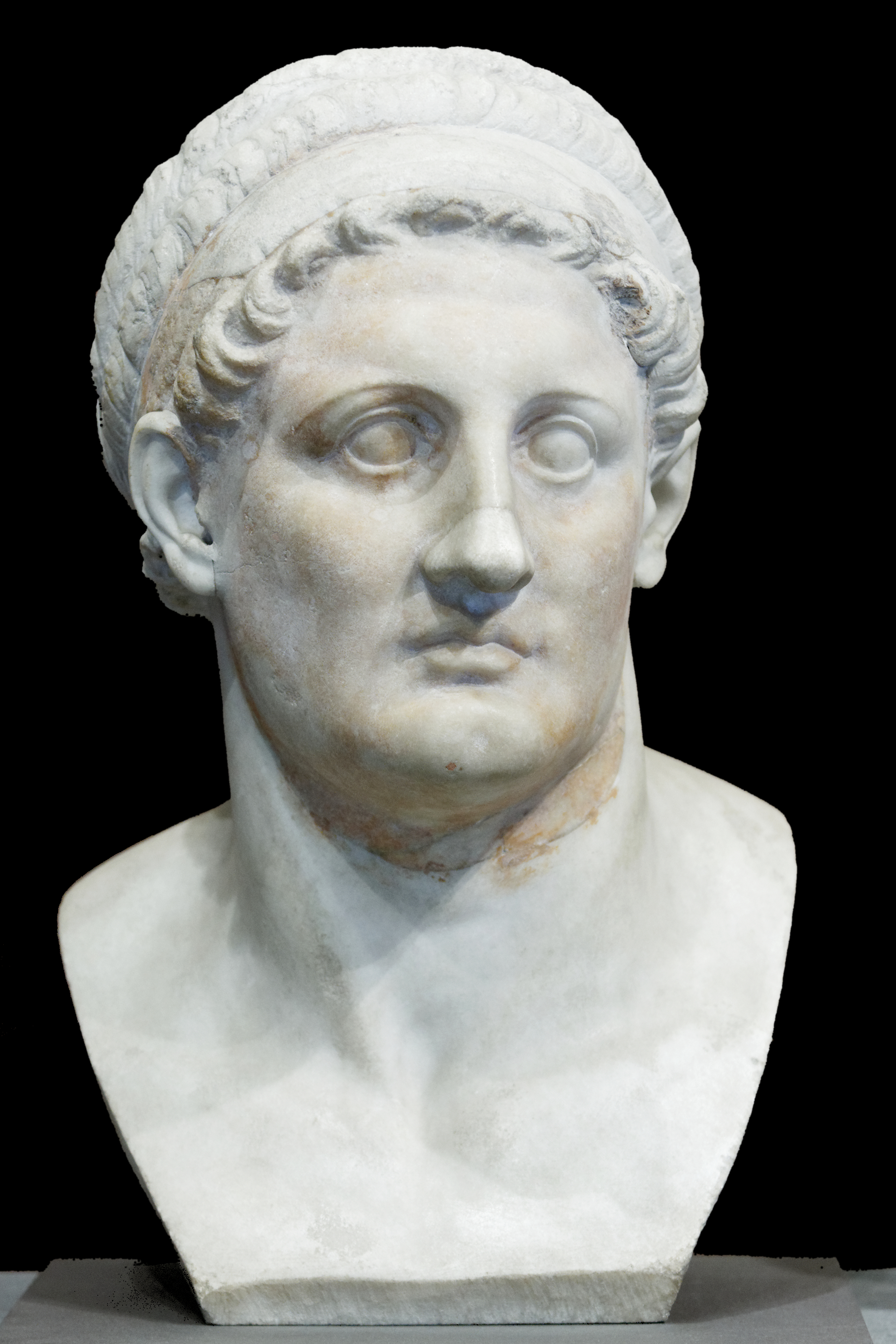
Busto de Ptolomeo I Sóter, rey de Egipto (305–282 a. C.) y fundador de la Dinastía Ptolemaica. (Mármol del, Museo del Louvre).

Ptolomeo I (Πτολεμαῖος) se hizo cargo tras la muerte de Alejandro de la satrapía de Egipto, a donde más tarde para legitimar su poder trasladaría su cadáver. Participó en las guerras de los diádocos, asegurándose Egipto y adoptando el título de rey en el 306 a. C. Extendió su imperio a Cirene y Chipre y lo afianzó con una mezcla de inteligente política exterior y una buena organización de la administración y el ejército en el interior. También promovió las ciencias y las artes, creando entre otras la famosa biblioteca de Alejandría. En el 285 a. C. cedió el trono a su hijo Ptolomeo II. El legítimo heredero al trono era su hijo mayor, Ptolomeo Cerauno, quien huyó con su madre a la corte de Seleuco. Ptolomeo murió en el 282 a. C., poco antes del final de las guerras de los diádocos.

### Lisímaco
Lisímaco (Λυσίμαχος) había sido nombrado por Alejandro gobernador de Tracia. Tras su muerte en el 323 a. C. no participó inicialmente en las batallas entre los demás diádocos, pero aseguró su dominio sobre Tracia. Debido a sus brutales métodos, Lisímaco fue considerado un bárbaro por muchos contemporáneos. Tras la muerte de Eumenes atacó Anatolia y Macedonia, y se unió a la coalición contra Antígono. Tras la muerte de este en la batalla de Ipsos Lisímaco entró en conflicto con su antiguo aliado Seleuco, quien le venció en la batalla de Corupedio en el 281 a. C. La muerte de Lisímaco en Corupedio se considera el final de las guerras de los diádocos.

### Seleuco

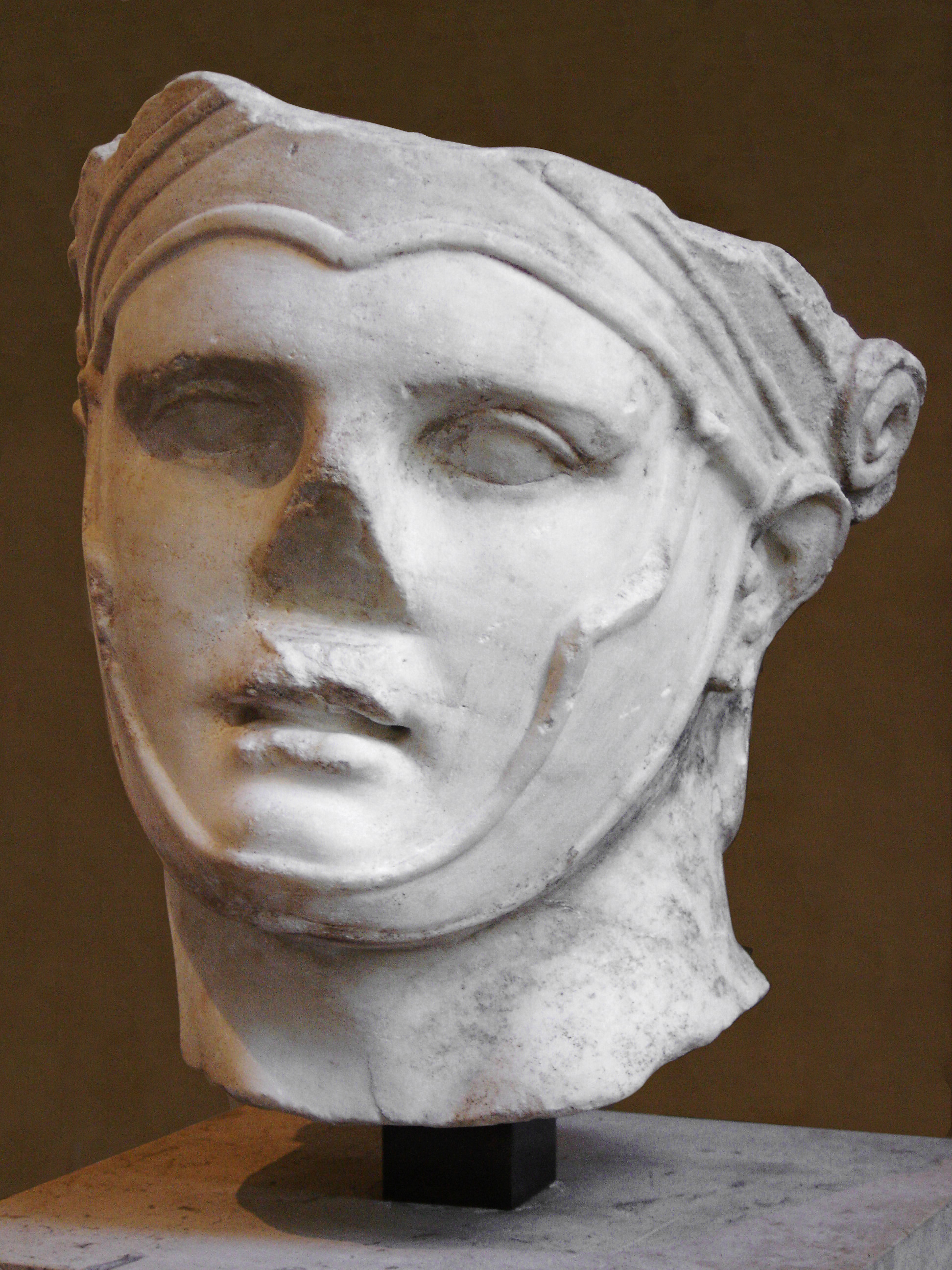
Seleuco I Nicátor, fundador del Imperio seléucida. (Mármol romano de la época imperial, Museo del Louvre).

Seleuco (Σέλευκος) era hijo de un general de Filipo II. Acompañó a Alejandro Magno en su campaña de Asia, y se distinguió durante los combates en la India en el 326 a. C. Tras la muerte de Alejandro no recibió ninguna satrapía. En el 321 a. C. estuvo implicado en el asesinato del regente Pérdicas y en el segundo reparto del imperio recibió la satrapía de Babilonia. Tras los conflictos con Antígono, ganó con el apoyo de Ptolomeo el dominio definitivo de Babilonia en el 321 a. C.
En el 305 a. C., Seleuco tomó como los demás diádocos el título de rey. Dos años más tarde, tras haber avanzado hasta el este de Irán y el Panyab, firmó la paz con el rey indio Chandragupta. Se retiró de parte del territorio conquistado y recibió a cambio 500 elefantes de guerra, que supusieron una ventaja crucial en la batalla de Ipsos en el año 301 a. C., donde, aliado con Lisímaco y Casandro, derrotó a Antígono. En el 286 a. C. capturó a Demetrio, el hijo de Antígono. Cuatro años más tarde derrotó a Lisímaco en la batalla de Corupedio. Seleuco quiso entonces conquistar Macedonia y Tracia, pero poco después de volver a Europa fue asesinado por Ptolomeo Cerauno. Seleuco dejó a su hijo Antíoco I Sóter y a los sucesivos seléucidas el mayor y más heterogéneo reino de los diádocos.

## Sociedad y cultura de la era de los diádocos

### Gobierno y administración
Las monarquías de los diádocos gobernantes descansaban en dos pilares: la sucesión de Alejandro y la aclamación del ejército. Los estados no existían, independientemente de su forma de gobierno: los reyes no eran reyes de Siria, sino reyes en Siria. La monarquía no era una oficina gubernamental, sino una persona convertida en concepto: el monarca se consideraba el estado ni se distinguía de él a este respecto. Todo el país conquistado era teóricamente propiedad del rey, por lo que este podía también legarlo a una potencia extranjera como los romanos.
El culto personal, que se había desarrollado en torno a Alejandro, fue alentado por los diádocos. La adoración ritual de los diádocos gobernantes no fue inicialmente promovida por ellos mismos, sino desde el exterior por las polis griegas «libres». Los gobernantes fueron llamados inicialmente solo «iguales a dioses». Solo en el 304 a. C. los rodios consideraron a Ptolomeo I un dios y lo llamaron Sóter ('salvador').
Los diádocos y sus sucesores gobernaban mediante edictos. El gobernante era asesorado por un grupo de amigos y familiares. El hombre más importante tras el Rey era su administrador, responsable del comercio, las finanzas, la administración, el ejército y la política exterior. Si bien ya puede hablarse en la época de los diádocos de un estado absolutista, el típico culto helenístico al gobernante no comenzó hasta la llegada de sus sucesores. La forma de gobierno de los diádocos adquirió una influencia crucial sobre los jóvenes tiranos griegos, cartagineses y romanos.
La administración de los reinos diádocos se organizó centralizadamente y fue dirigida por funcionarios profesionales. Esta burocracia permaneció en las tradiciones de los imperios aqueménida y faraónico. Comparativamente, en la antigua Grecia existía solo en la administración económica del estado. Los funcionarios de los diádocos dependían de sus gobernantes igual que los empleados de una propiedad de su dueño. La administración de los diádocos sentó las bases para la burocracia intensiva del período helenístico. Los funcionarios locales pocas veces eran admitidos en oficios superiores, que solían ocupar macedonios o griegos.
La estructura territorial de los reinos diádocos se remonta de nuevo a Alejandro, quien había entregado el poder militar de los sátrapas locales a estrategas macedonios, quienes tras de su muerte asumieron gradualmente todo el trabajo administrativo. Los estrategas fueron entonces también responsables de las colonias y la justicia. El rey podía asignar como feudos partes de los distritos y villas en los que se dividía el reino o los ingresos de las mismas. Las posesiones exteriores que no pertenecían al reino formaban su propio territorio. Estos enclaves no se encontraban bajo la administración directa de los monarcas diádocos. Algunos de ellos se independizaron con el transcurso del tiempo, especialmente en el este del Imperio seléucida y Asia Menor.

### Ejército y guerra
El ejército era de fundamental importancia para los reinos de los diádocos. Además de la defensa nacional, cuatro tareas en particular eran desempeñadas por la asamblea del ejército macedonio:
- La proclamación o confirmación de un rey o confirmación (aclamación);
- El nombramiento de tutores para los reyes menores de edad;
- El reconocimiento de los testamentos reales; y
- La condena de oponentes políticos como criminales de estado.

El tamaño de los ejércitos es difícil de determinar porque los historiadores antiguos solían exagerar en este sentido. Sin embargo, no cabe duda de que los ejércitos helenísticos eran enormes en comparación con los ejércitos de la época clásica, incluyendo varias decenas de miles de hombres. Al comienzo de la época de los diádocos la influencia del ejército seguía siendo muy grande, sin embargo más tarde, solo las guarniciones de las principales ciudades sirvieron a los dirigentes políticos para imponer su voluntad.
El uso de los elefantes de guerra se remonta a Seleuco, quien empleó en Apamea a 500 elefantes indios. También se empleaban camellos, catafractos, carros con guadañas y máquinas de asedio, habiendo realizado enormes progresos la tecnología para los sitios. Demetrio Poliorcetes, el hijo de Antígono, dio un importante impulso a la armada, construyendo enormes buques de guerra con un máximo de dieciséis filas de remeros. Los posteriores ptolemaicos construyeron buques con veinte, treinta y cuarenta filas, pero solo en muy pequeñas cantidades.
Los diádocos ya tenían un ejército permanente, que era móvil y constantemente operativo. En tiempos de guerra era complementado por un gran número de colonos militares, que Seleuco acampaba en las ciudades y Ptolomeo en las aldeas. Estos colonos militares eran inmigrantes griegos y reconstruían las ciudades en las que se establecían. Sin embargo, también se reclutaban mercenarios y tropas nativas aisladas para las falanges.

### Economía

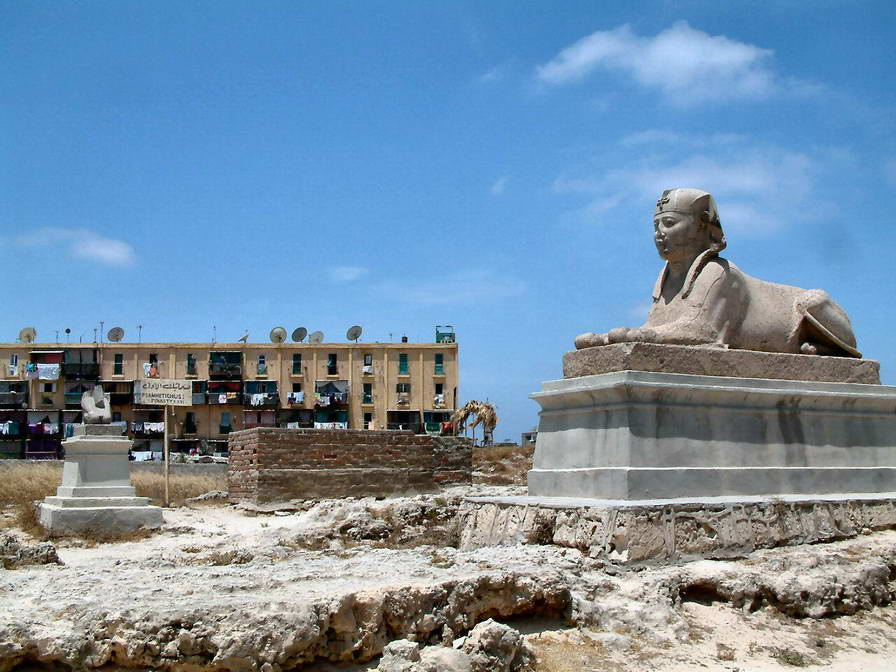
Alejandría fue el centro económico del mundo helenístico.

Los reinos diádocos tenían una política económica sistemática. La eliminación de la corrupción, la inactividad económica y la a menudo caótica iniciativa privada hizo de Egipto uno de los países más ricos y al rey Ptolomeo el hombre más rico del mundo antiguo. También se benefició de la inclusión de los ricos distritos de los templos, anteriormente una especie de estados dentro del estado. Su capital, Alejandría, siguió siendo hasta la época del emperador romano Augusto el mayor centro comercial del mundo entonces conocido.
La base de la economía helenística era una agricultura organizada al detalle. Mediante la introducción de métodos de cultivo modernos Egipto se convirtió en el granero del Mediterráneo oriental, recibiendo el rey aproximadamente un tercio de las cosechas. Los macedonios introdujeron la vitivinicultura a los seléucidas de Babilonia. Se dejó más margen de maniobra a los empresarios privados en el comercio.
Los productos alimenticios básicos como el aceite, la sal, el pescado, la cerveza, la miel y los dátiles, la fabricación de papiro, textiles, vidrio y artículos de lujo y el transporte, la banca y el comercio exterior eran responsabilidad del Estado. Este protegía su propia economía con aranceles de hasta un 50% y logró una expansión del comercio con el este con importantes excedentes comerciales.
Además, la acuñación de moneda y todo el sistema estaban en manos del estado. Todas las transacciones bancarias se documentaban por escrito con ayuda de la contabilidad desarrollada en Atenas. Los ingresos públicos consistían en la recaudación de los depósitos reales, el rendimiento de los tesoros reales, los aranceles y los impuestos procedentes de los arrendatarios de impuestos. El presupuesto estatal cubría principalmente los gastos de la casa real, el pago de los soldados y funcionarios, y cuestiones de política exterior como los homenajes. La evasión de impuestos se castigaba con la cárcel o la venta como esclavos.

### Sociedad y su estructura
Los reinos diádocos estuvieron marcados por dos grandes contrastes: la separación en capas sociales y la división de nacionalidades. La nobleza solo desempeñaba un papel secundario. Esto también era del interés de los gobernantes diádocos, cuya burocracia se basaba en que los cargos se otorgaban según la capacidad y no el origen. En consecuencia, los más elevados eran concedidos por el rey, y no heredados.
Incluso los esclavos eran menos numerosos que en otras naciones antiguas. El campo era trabajado en Egipto por los fellahin, que no eran jurídicamente esclavos. Los matrimonios entre ciudadanos libres y no libres eran relativamente frecuentes. Además de los hieródulos, hubo esclavos griegos principalmente en los hogares más ricos. Eran considerados un lujo y, por tanto, estaban sujetos a un impuesto especial. Sin embargo, la esclavización de prisioneros de guerra ya ocurría antes de los diádocos. Estos trabajaban principalmente en las minas y canteras reales.
El mayor problema social fue el contraste entre griegos y orientales. Filón da testimonio de la existencia de una sociedad de dos clases: los egipcios eran castigados con el látigo, los griegos solo aleccionados con la vara. La proporción de los griegos sobre el total de la población suponía como mucho un 1%. Ptolomeo, y Seleuco antes, lograron pronto una separación entre oficiales nativos y griegos. El primero renunció a los nativos por completo en la construcción de su administración, permitiéndolos solo en el nivel de responsabilidad política de las villas mayores. En esta imagen de una sociedad segregada, era apropiado que los matrimonios mixtos estuviesen prohibidos y que cada grupo de población estuviese sujeto a su propia jurisdicción. El contraste entre inmigrantes y orientales era pues mayor y más importante que entre esclavos y libres.
Los diádocos y sus sucesores querían reforzar el elemento griego en sus países y favorecían por tanto la inmigración. Los griegos llegaron como soldados o funcionarios al servicio del rey y se asentaron en las ciudades griegas orientales, donde también como ciudadanos privados se les daba inmediatamente la ciudadanía, como comerciantes, agricultores o comerciantes asentados. Los inmigrantes establecidos estaban exentos del servicio militar. Además, los gálatas y judíos eran admitidos en el ejército, aceptando las ciudades también a fenicios y judíos. Con los inmigrantes griegos nivelando pronto las diferencias, se creó una especie de «uniforme griego», desechando las tradiciones locales y desarrollando un idioma griego.
Los macedonios siguieron siendo culturalmente independientes. La denominación «macedonio» fue pronto asimilada al concepto de estado y más tarde se aplicaba incluso a los judíos. En general, el deseo por pertenecer a la cultura griega era en general de los orientales. Incluso los romanos se designaban antes de Seleuco por un supuesto parentesco con sus legendarios antepasados de Troya. Por lo tanto, a pesar de la rígida separación de los grupos étnicos, en última instancia era más una mezcla de griegos y orientales. En el valle del Nilo los griegos se egiptizaron y los egipcios se helenizaron. El particularmente flexible Ptolomeo se mostró en contra de los fellahin, probablemente sobre todo a fin de evitar posibles disturbios. En cualquier caso, la prosperidad de los agricultores de Egipto en la época de los diádocos creció tanto que un fellah ganaba más que un trabajador griego en Delos.

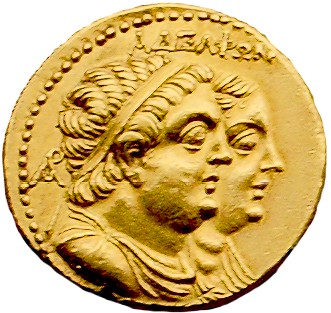
Octodracma de Ptolomeo II (285-246 a. C.) y Arsínoe II.

La situación de la mujer también era relativamente buena en los reinos de los diádocos. Ganaron el derecho a presentar pruebas en los tribunales en su propio nombre y a gestionar empresas independientemente. Pudieron acceder incluso a todos los niveles de educación. Las mujeres visitaban los gimnasios, ejercían de poetisas o filósofas y organizaban sus propias asociaciones. En Delfos y Priene oficiaban como arcontes. Por otra parte, la mujer tenía una participación importante en el acceso a los derechos civiles de las ciudades extranjeras. Las mujeres de la casa real como Arsínoe II, la hija de Ptolomeo, incluso participaban activamente en la política. Sin embargo, las niñas recién nacidas seguían estando expuestas a mucho más peligros que los niños. A este destino estaban abocadas las hijas de esclavos, que generalmente se consideraban artículos de lujo.

### Religión y culto
Los diádocos permitían a sus súbditos adorar a los dioses locales. Sin embargo mientras Seleuco permitió la autonomía de sus lugares de culto, Ptolomeo intentó integrar los ricos santuarios de Egipto en su maquinaria administrativa. Los ptolemaicos se hicieron admirar en los templos y también nombraban a los sacerdotes. Funcionarios griegos asumieron la supervisión de la economía de los templos, llegando a haber incluso sacerdotes griegos. Los ingresos procedentes de los templos fueron gravados y se restringió el derecho de asilo, pero el culto mantuvo en su mayor parte la forma anterior a la llegada del helenismo.
No solo en Egipto gozaron los diádocos de honores divinos. Alejandro ya había ordenado en el 324 a. C. su propia apoteosis. Los diádocos continuaron el culto a Alejandro, cuyo centro era su tumba en Alejandría. Además, alentaron las leyendas acerca de su propio origen divino. Aunque en Macedonia no se prestaba culto al monarca, en los otros dos reinos pronto se practicó a gran escala. Los hijos de los diádocos ordenaron la veneración de sus padres y de sí mismos, y construyeron para ello sus propios templos. En cada región un sumo sacerdote supervisaba el culto real, celebrándose periódicamente festivales en honor de los gobernantes diádocos, que atraían a huéspedes de todas partes del mundo.
El judaísmo tuvo un sorprendente auge con los diádocos y sus sucesores. El centro intelectual del judaísmo helenístico dejó de ser Jerusalén y pasó a Alejandría. Hacia el final de la época de los diádocos comenzó a escribirse la Septuaginta, la versión griega del Antiguo Testamento. En general, los judíos pasaron por un proceso de helenización, lo que también les granjeó el apoyo de Seleuco y los primeros seléucidas a una gran igualdad de derechos con los griegos.
Las nuevas religiones orientales de salvación adquirieron más importancia que nunca en los reinos diádocos. Los dioses olímpicos de los griegos perdieron importancia. La religión era un asunto privado, permaneciendo solo el culto al gobernante como elemento de cohesión. La innovación político-religiosa más importante aparte de esto probablemente fuese la introducción del culto a Serapis por Ptolomeo. Serapis era una fusión de los dioses egipcios Osiris y Apis y del griego Zeus. Además, cada vez se identificaban más dioses griegos y orientales, por ejemplo, a la diosa de las cosechas Deméter con Isis, esposa de Osiris.

### Ciencia y cultura

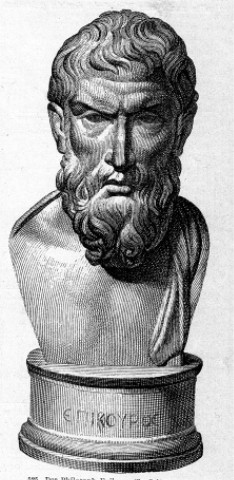
El filósofo Epicuro fue contemporáneo de los diádocos.

La época de los diádocos llevó a un avance de la ciencia y tecnología del período helenístico del que aún se beneficia la Edad Moderna. Las expediciones de Alejandro ya incluían topógrafos, cuyos registros fueron de gran importancia para la geografía. Del helenismo surgieron algunas de las más importantes corrientes filosóficas (véanse, por ejemplo, el estoicismo, el epicureísmo y el peripatetismo), pero en esta época productiva también se desarrollaron las matemáticas, el arte y la medicina.
En el centro de la erudición griega fue desde la época de los diádocos Alejandría con su Museion y la famosa Biblioteca. El Museion quedaba dentro del palacio de la ciudad y puede compararse con las mejores universidades de la actualidad. Además de filosofía también se enseñaban ciencias naturales y medicina. Los médicos de Alejandría, en particular Herófilo y Erasístrato, probablemente fueron los primeros en atreverse a estudiar exhaustivamente la anatomía humana y a realizar disecciones. Aquí logró la matemática geográfica su pleno desarrollo, realizándose contribuciones igualmente importantes a la filosofía y la astronomía. Eratóstenes también trabajó aquí. Se benefició, al igual que otros científicos, escritores y artistas de la época, de la libertad para elegir su lugar de trabajo. Se desarrolló así una capa internacional de investigadores.
La biblioteca contó junto al Museion con hasta 700.000 rollos. Ptolomeo II, hijo y sucesor de Ptolomeo, había reunido los escritos de griegos, caldeos, egipcios, romanos y judíos, adquirió al principio de las guerras de los diádocos la biblioteca del fallecido filósofo Aristóteles y compró más libros, principalmente en Atenas y Rodas. Calímaco escribió el primer catálogo de la biblioteca y el primer jefe fue Zenódoto de Éfeso. La gran biblioteca de Alejandría despertó la ambición de los gobernantes de Pérgamo por separarse del Imperio seléucida. La prohibición de exportar papiro, impuesta por Ptolomeo II, obligó a volver a utilizar pergamino.
Si bien la capital ptolemaica destinada a ser centro cultural del mundo helenístico se amplió, no lo fueron menos otras ciudades. En especial, la Grecia continental volvió a ser apoyada por los diádocos mediante donaciones. Para influir sobre los ciudadanos griegos en este sentido, los diádocos apoyaron financieramente a las polis a través de la fundación de edificios como el Olimpeion de Atenas. Este apoyo superficial de la vida cultural y financiera de las polis supuso una gran pérdida de poder político. La política exterior, el ejército y los impuestos pasaron a ser competencia de los gobernantes diádocos, que a pesar de todo procuraron cuidadosamente que las ciudades recibieran un trato justo. Así que en el período helenístico la cultura y la ciencia se desarrollaron de tal forma en el período helenístico que lo hicieron el más brillante de la antigüedad.
El trabajo astronómico de Eudoxo de Cnidos fue continuado en el siglo III a. C. por Aristarco de Samos, quien propuso la concepción heliocéntrica del mundo y reconoció la rotación de la Tierra. Eratóstenes calculó su extensión y creó el sistema de meridianos. Incluso en la época de Alejandro Piteas navegó hasta el Mar del Norte y descubrió Gran Bretaña. Ptolomeo II envió emisarios a la India y mandó explorar el interior de África. También se avanzó mucho en el campo de la tecnología, que en pocas décadas hicieron posibles las importantes invenciones de Arquímedes y Herón de Alejandría. En tiempos de los diádocos Demetrio Poliorcetes ya construyó la máquina de sitio conocida como helepolis, con la que atacó Rodas.
También la literatura de esta época fue particularmente notable: entre otros, están Calímaco, el más importante poeta alejandrino, y sus pupilos, entre ellos Apolonio de Rodas, famoso por sus Argonáuticas. En el período helenístico también se desarrolló el laudatorio Romance de Alejandro, que gozó de gran popularidad hasta la época moderna. En Edad Media fue incluso el libro más común  tras la Biblia, leyéndose desde Europa hasta el sudeste de Asia.

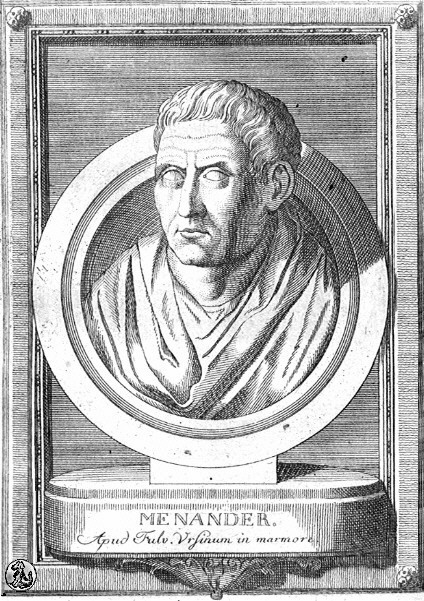
Menandro, renovador de la comedia.

En general, puede afirmarse que la literatura helenística se movió en el contexto de los géneros ya bien conocidos, pero desarrollándolos y refinándolos. En el ámbito de la comedia fue especialmente importante Menandro. El proceso de transformación en la literatura fue promovido por las escuelas públicas y las extensas bibliotecas propias del período helenístico. Gracias a estas bibliotecas los científicos y escritores podían por primera vez apoyarse en una amplia base de material ya analizado y argumentar con ella.

## Evaluación
Desde la Antigüedad hasta el siglo XIX la época de los diádocos se consideraba en general bastante negativamente. Para Plutarco la libertad terminó con la muerte de Demóstenes en el año 322 a. C. y, por tanto, al comienzo de esta época. La época de los diádocos marcó el final de la Antigua Grecia y, por tanto, el comienzo de la decadencia del helenismo. Aunque suele pasarse por alto, el llamado periodo clásico canónico corresponde solo con la época en la que tuvo lugar el helenismo y el propio término solo surgió en la época de romana.
La evaluación positiva de la época de los reinos diádocos se debe principalmente al historiador del siglo XIX Johann Gustav Droysen, que llamó al helenismo «la época moderna de la antigüedad». Droysen se rebeló contra la idealización de la época clásica y dijo que los diádocos llevaron a cabo con éxito la superación del sistema individualista de las polis, además de conseguir unos grandes países gracias a una auténtica planificación política y económica centralizada. Con Droysen se acuña la evaluación de los reinos diádocos como parte de un mundo civilizado relativamente moderno, creado por una época de expansión económica, progreso técnico, movilidad, individualismo y encuentro de diferentes culturas. En el siglo XX esta apreciación logró reconocimiento general.
Debe señalarse que ni siquiera hoy se ha llegado a un acuerdo general. El historiador estadounidense Peter Green hace en su estudio From Alexander to Actium una evaluación bastante negativa, diferente de las de Graham Shipley y Hans-Joachim Gehrke. Incluso Demandt defiende las conclusiones de Droysen y destaca las similitudes entre el helenismo y la época moderna. Según él, la época de los diádocos fue en relación con la arcaica y la clásica similar a la época moderna respecto a la Edad Media y la antigüedad. Él ve similitudes en la ampliación del espacio vital, el establecimiento de regímenes coloniales en las naciones menos desarrolladas tecnológicamente, el progreso científico y técnico, la aparición de un mercado mundial y la urbanización.
La importancia de la época de los diádocos es prácticamente indiscutible en el ámbito de la política exterior. Durante esta época se desarrolló un sistema de control sobre la política exterior, que dio solidez a las relaciones entre los estados. Sin embargo esta regulación trajo cierta inestabilidad a los estados diádocos, que estaban relacionados de forma que casi todos los diádocos querían convertirse en un gran conquistador al estilo de Alejandro Magno.
En el período alrededor del año 300 a. C., los reinos diádocos estaban implicados casi exclusivamente en guerras entre sí, de forma que los más débiles se aliaban para defenderse de los más fuertes. Más tarde los reinos individuales también firmaron alianzas con los romanos mientras estos lograban la supremacía en el Mediterráneo, de forma que el equilibrio de poder se inclinó cada vez más a su favor y ellos —y no los diádocos— fueron finalmente los ejecutores del gran sueño de Alejandro, la construcción de un imperio mundial, con varios siglos de atraso.